# جشنواره بین‌المللی فیلم میشکولتس
جشنواره بین‌المللی فیلم میشکولتس (انگلیسی: CineFest Miskolc International Film Festival)، جشنواره فیلم سالانه‌ای است که در شهر میشکولتس در مجارستان برگزار می‌شود. این جشنواره با نام جشنواره فیلمسازان جوان در سال ۲۰۰۴ با تمرکز بر فیلمسازان زیر ۳۵ سال تأسیس شد. این جشنواره اکنون فیلم‌های بلند، کوتاه، مستند و انیمیشن را ارائه می‌دهد. حضور در تمامی برنامه‌ها، نمایش‌ها، کنفرانس‌ها و نمایشگاه‌ها رایگان است.